# Sonate K. 33
Pour les articles homonymes, voir K33.
La sonate K. 33 (F.39/L.424) en ré majeur est une œuvre pour clavier du compositeur italien Domenico Scarlatti.

## Présentation
La sonate K. 33, en ré majeur, est notée Allegro. Stylistiquement elle semble précéder les Essercizi per gravicembalo publiés en 1738. Tout comme les sonates suivantes dans la numérotation de Kirkpatrick, ce sont des pièces de jeunesse de sa période italienne, dans le style de la toccata et proche de Haendel. Postérieurement à l'édition des douze sonates K. 31 à 42 de Roseingrave (Londres, 1739), Scarlatti ajoute pour sa forme définitive, en 1744, une ouverture de 17 mesures. Il existe huit sources (notamment The Beauties of Domenico Scarlatti, chez Pitman en 1785), dont seules deux comportent ces mesures supplémentaires (Venise et l'édition parisienne de Boivin c. 1742), les autres commencent à la mesure 18. L'édition Boivin, à la mesure 16, indique la mention Largo, qui ne figure pas dans Venise.

## Manuscrits et édition
La sonate est publiée comme numéro 7 de l'édition Roseingrave (Londres, 1739) avec les K. 31 à 42 ; une copie manuscrite est dans Vienne G 12 (avec une variante dans Venise XIV 43).

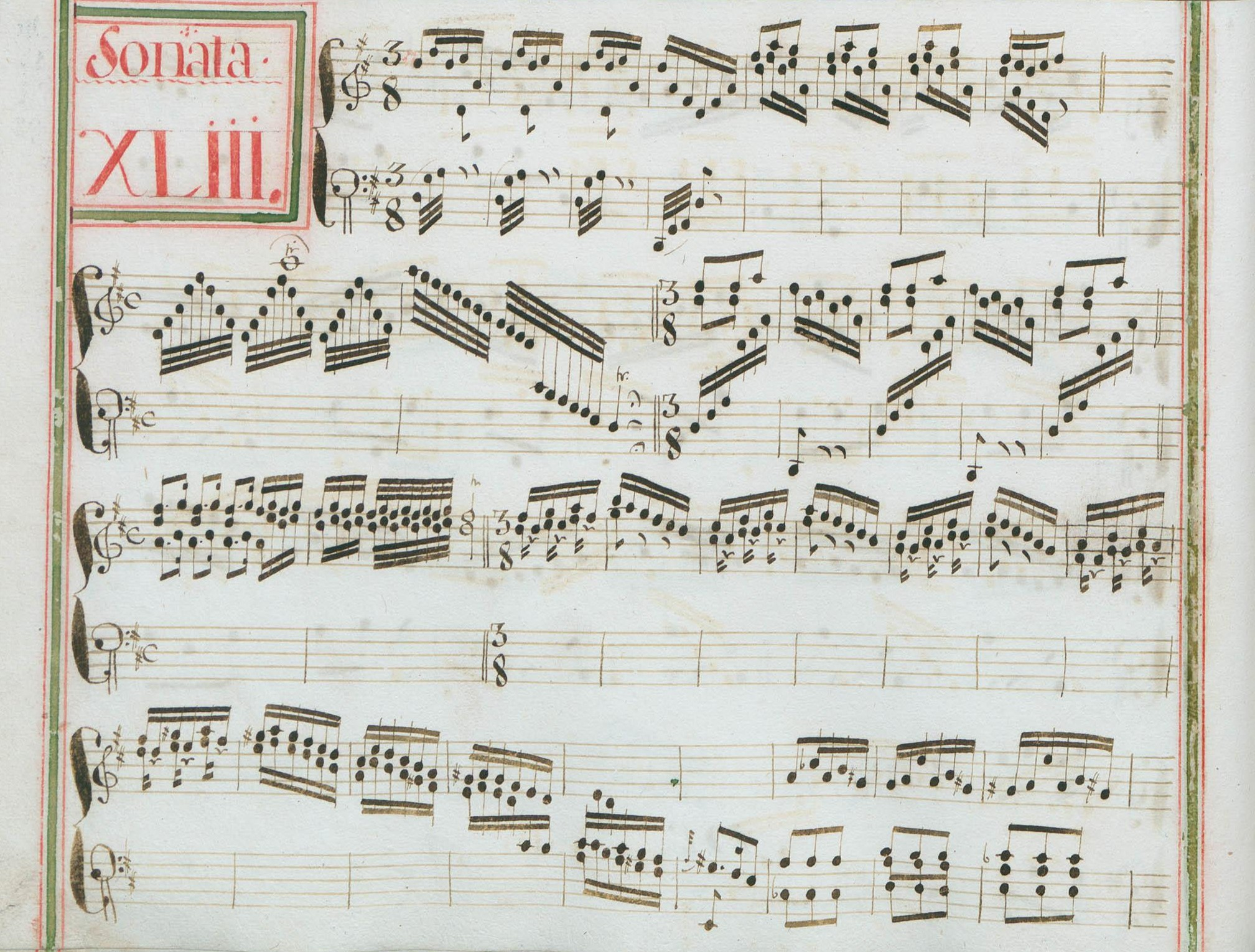
Venise XIV 43.
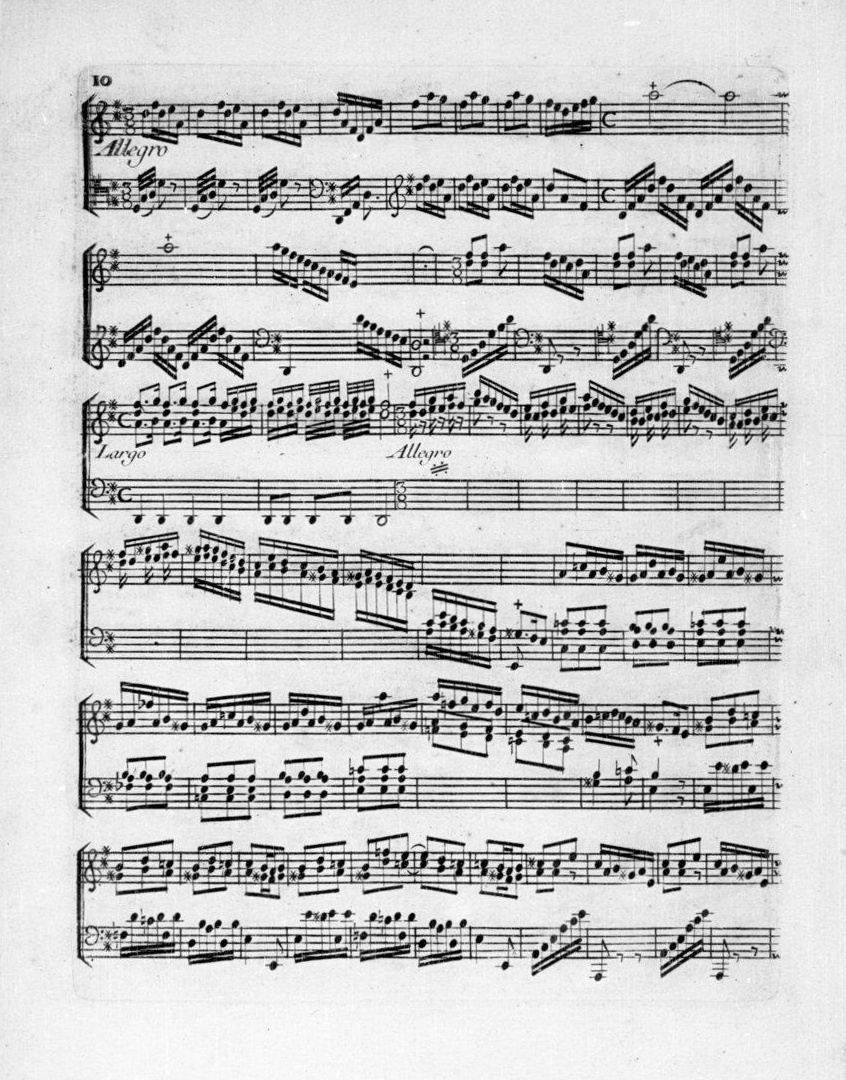
Édition Boivin, 1742.

## Interprètes
La sonate K. 33 est défendue au piano notamment par Vladimir Horowitz (1964, Sony), Anne Queffélec (1979) ainsi que Michael Lewin (1995, Naxos, vol. 2), Valerie Tryon (2000, APR) et Andrea Molteni (2021, Piano Classics) ; au clavecin par Huguette Dreyfus (1967, Valois), Scott Ross (1985, Erato), Robert Wooley (1987, EMI), Luc Beauséjour (2003, Analekta), Francesco Cera (2012, Tactus), Frédérick Haas (2016, Hitasura Productions), Cristiano Gaudio (2020, L'Encelade) et Hikari Fukuda (2025, OMF).
Elle est jouée à l'accordéon par Ksenija Sidorova (2011, Champs Hill Records) — avec la sonate K. 77 — et également par Primož Parovel (2018, Sony).

## Sources
: document utilisé comme source pour la rédaction de cet article.
- (en) Kathleen Dale, « Domenico Scarlatti: His Unique Contribution to Keyboard Literature », Proceedings of the Royal Musical Association, no 74,‎ 1948, p. 33–44 (ISSN 0080-4452, OCLC 865210389, lire en ligne)
- Ralph Kirkpatrick (trad. de l'anglais par Dennis Collins), Domenico Scarlatti, Paris, Lattès, coll. « Musique et Musiciens », 1982 (1re éd. 1953 (en)), 493 p. (ISBN 978-2-7096-0118-4, OCLC 954954205, BNF 34689181).
- Alain de Chambure, « Domenico Scarlatti : Intégrale des sonates — Scott Ross », p. 191–192, Erato (2564-62092-2), 1985 (OCLC 891183737) .
- Guy Sacre, La musique pour piano : dictionnaire des compositeurs et des œuvres, vol. II (J-Z), Paris, Robert Laffont, coll. « Bouquins », 1998, 1495 p. (ISBN 978-2-221-08566-0).
- Roland de Candé, Les chefs-d'œuvre classiques de la musique, Paris, Seuil, 2000, 802 p. (ISBN 2-02-039863-X, OCLC 46473027, BNF 37105991).